# Hyalocerus aurantius
Hyalocerus aurantius är en insektsart som beskrevs av Maldonado-capriles 1977. Hyalocerus aurantius ingår i släktet Hyalocerus och familjen dvärgstritar. Inga underarter finns listade i Catalogue of Life.